# Popelářský vůz

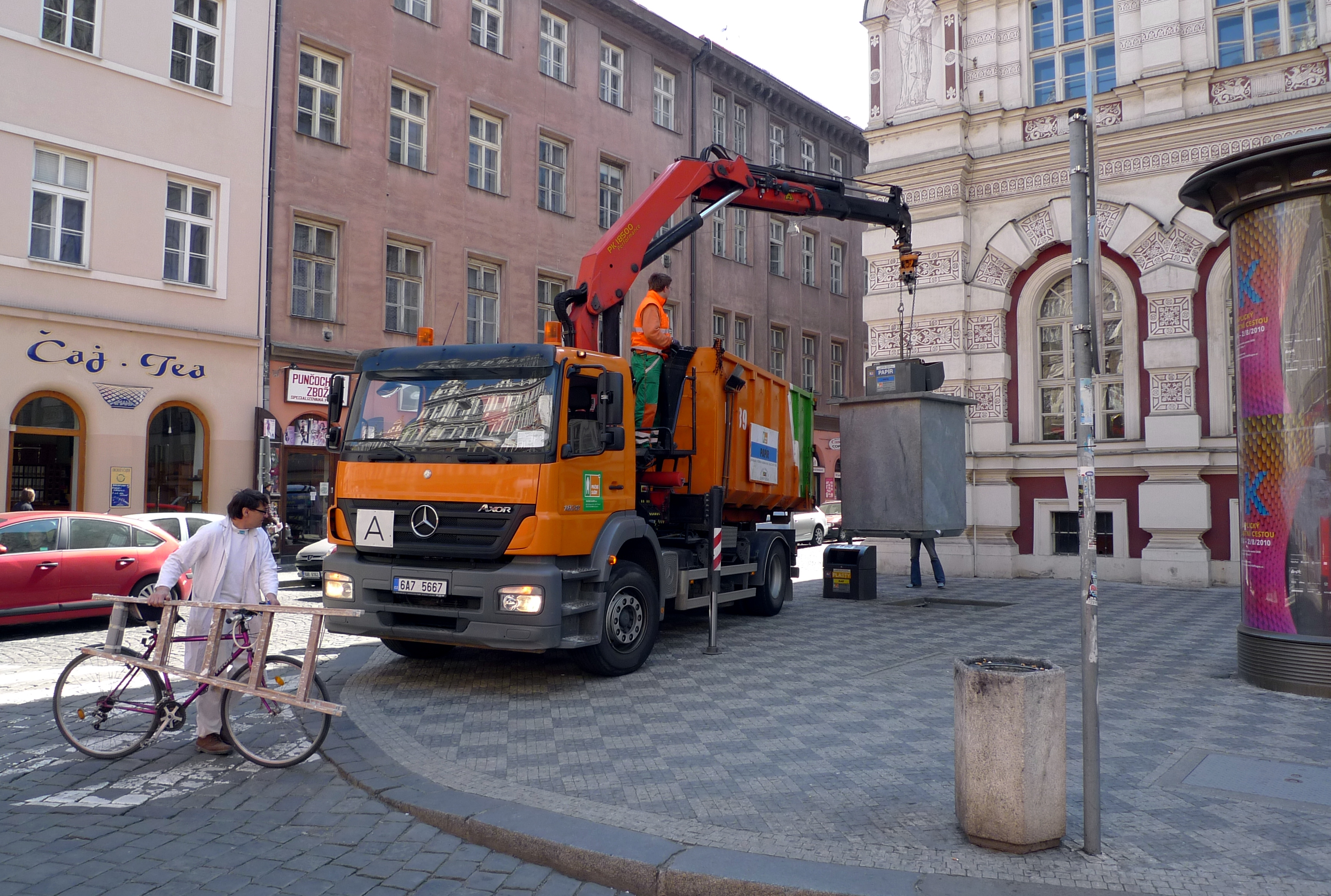
Vyprazdňování podzemního kontejneru v Praze

Popelářský vůz (též autokoš) je speciálně upravený nákladní automobil, určený k nakládání maloobjemového sběrného odpadu z vyklápěcích popelnic a kontejnerů a jeho odvozu. Používá se nejen pro svoz běžného směsného domácího a komunálního odpadu, ale vyhrazená vozidla zajišťují i svoz různých typů tříděného odpadu: například skla, plastů, papíru, kompozitních obalů, bioodpadu a jiných. Pro některé druhy odpadu se používají podobné typy kontejnerů a svozových vozidel jako pro směsný odpad.

## Postup při vysypávání odpadu

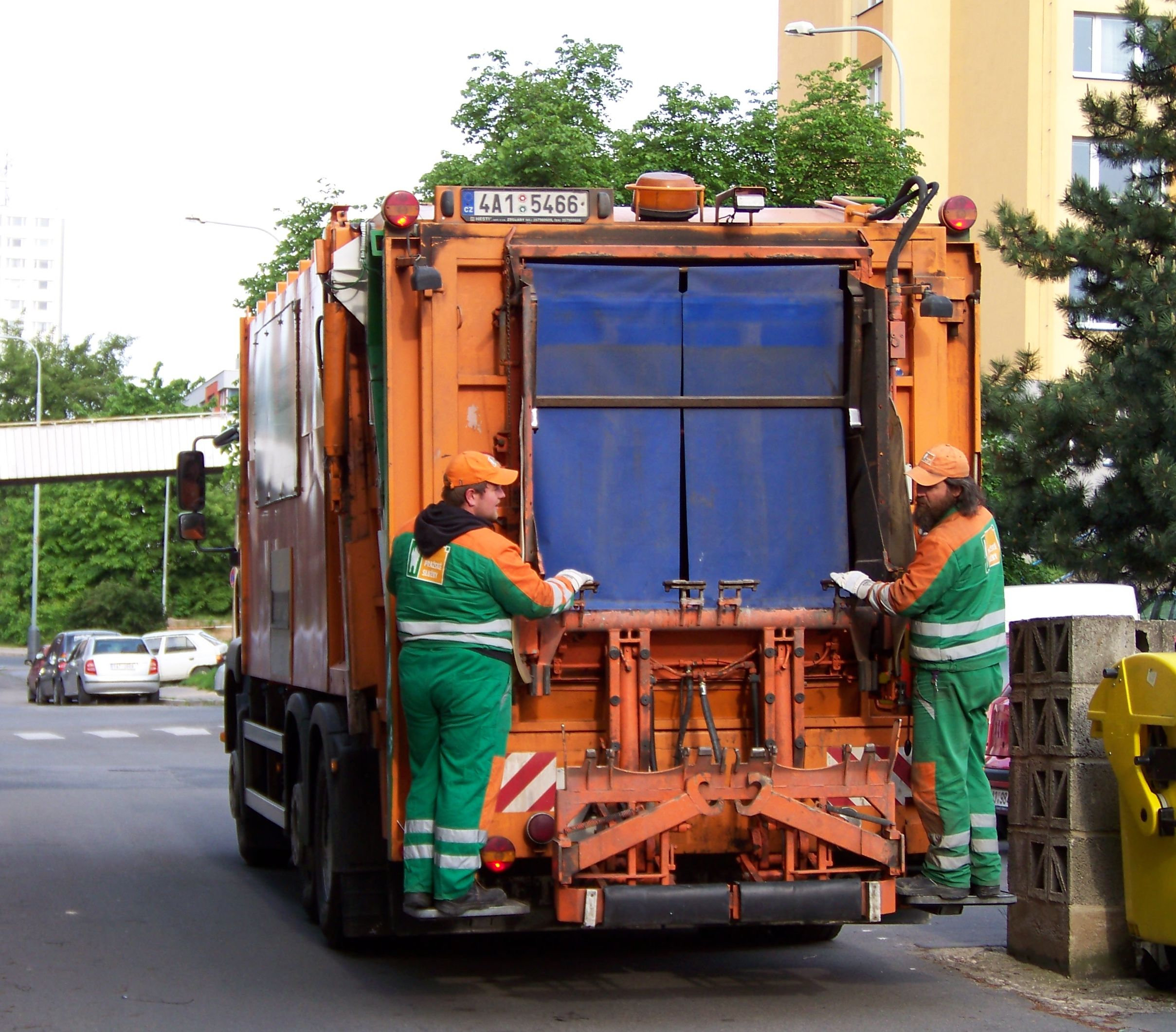
Popeláři na stupačkách při popojíždění vozu, Pražské služby na Jižním Městě

Operátor zdvižného zařízení vozidla, lidově nazývaný popelář, mimo jiné přikuluje či přiváží popelnice ke stroji a nasazuje je na toto zařízení, které vyklápí jejich obsah do útrob korby. Popelářský vůz mívá vnější stupačky, které popeláři mohou využít při přesunu na kratší vzdálenosti, aby zefektivnili svoji práci. Vnitřek vozidla obsahuje ústrojí pro posun, případně i lisování sváženého materiálu.

## Systémy lisování
V Česku používané popelářské vozy využívají dva základní systémy lisování:
- rotační lisování, kdy se uvnitř nástavby otáčí buben naplněný odpadky a vestavěná spirála přitlačuje náplň k čelní stěně bubnu,
- lineární lisování, kdy na zádi vozu je lis, jehož deska stlačuje odpad směrem k čelu zásobníku.

U obou těchto systémů se nádoby na odpad vyklápí do zásobníku zezadu, což je výhodné tam, kde popelářský vůz projíždí úzkými ulicemi. Jinde ve světě jsou užívány i systémy s bočním nebo čelním způsobem nakládání. Hydraulickou rukou se nakládají a vyprazdňují kontejnery umístěné v podzemí. Ty se využívají přednostně pro tříděný sběr v turistických oblastech měst.

## Označení vozidel přepravujících odpad
V některých zemích, které od 1. listopadu 2008 zahrnují i Česko, platí povinnost označovat vozidla přepravující odpad bílými tabulkami s černým písmenem A.

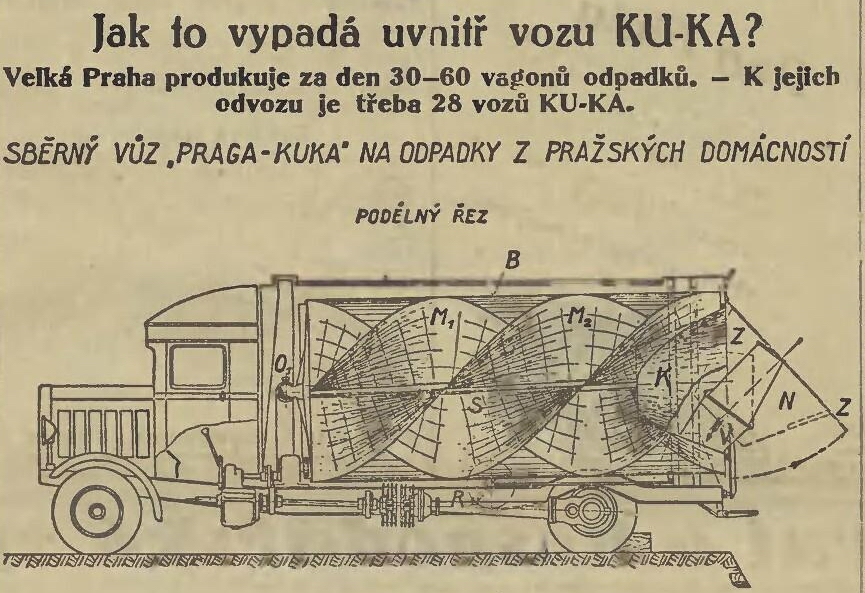
Řez popelářským vozem Praga - Kuka, 1931

## Historie popelářských vozů v Československu
V roce 1931 byly v Praze zavedeny popelářské vozy podle konstrukce německé firmy Keller a Knappich z Augsburgu. Podle názvu firmy se ujalo jejich lidové označení Kuka. Na rozdíl od předchozího systému (popelnice byly odváženy) byly již, stejně jako dnes, popelnice vysypány na místě a prázdné ihned vráceny. Vozy, které již byly vybaveny vestavěnou spirálou, vyráběla v licenci ČKD. Pro potřeby Prahy, která tehdy produkovala denně 30–60 vagónů odpadků, jich bylo zapotřebí 28.
V 70., 80. a začátkem 90. let byly v tehdejším Československu používány dva druhy popelářských vozů, postavené na podvozcích Škoda 706 RT.[zdroj?] Konkrétně typ Bobr na velkoobjemové popelnice označované jako kontejnery a typ Kuka na popelnice válcového tvaru o objemu 110 litrů.

## Galerie

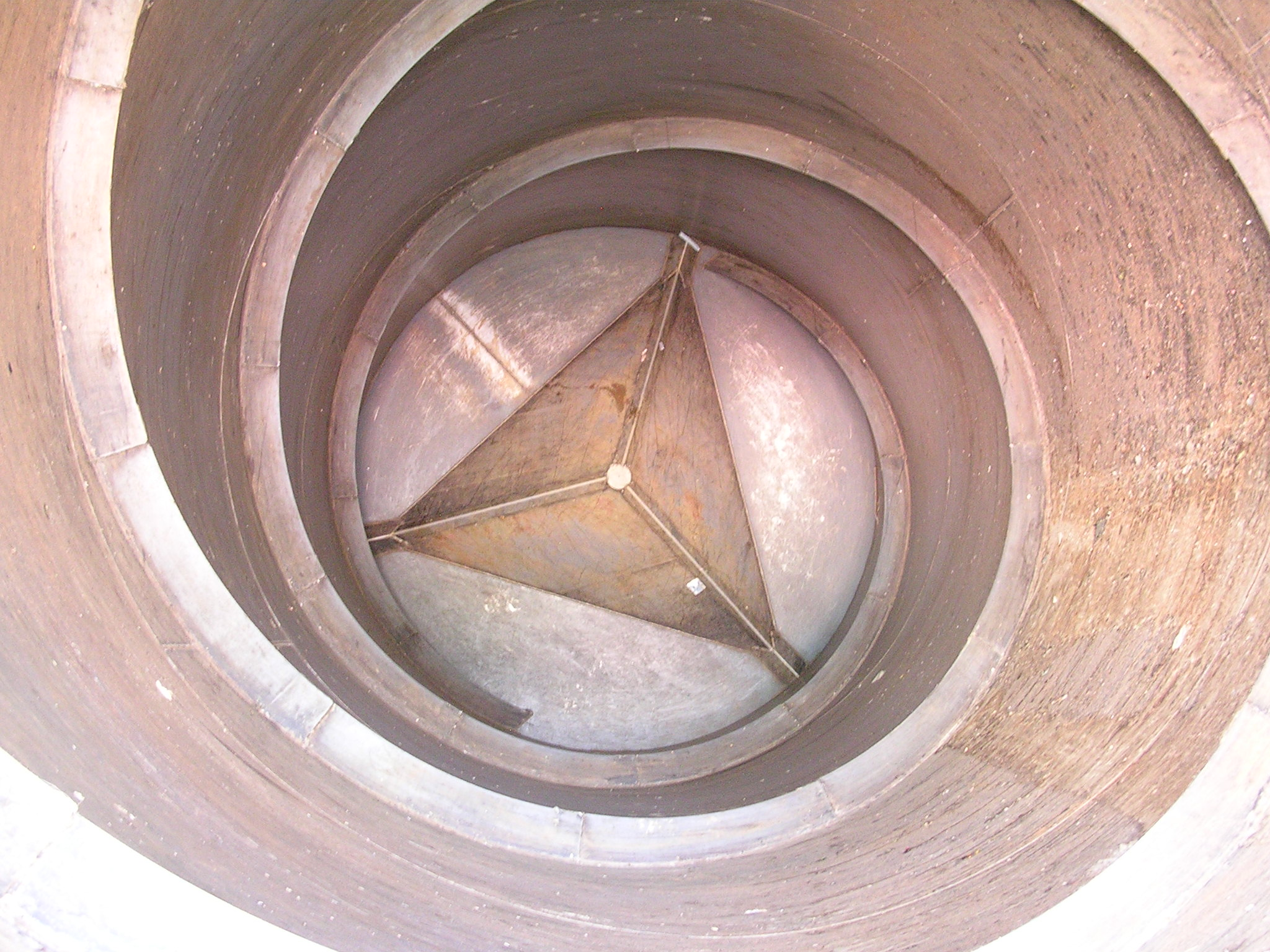
Vnitřek popelářského vozu v Praze. Spirála v otáčející se stěně zajišťuje posun materiálu k čelu vozu.
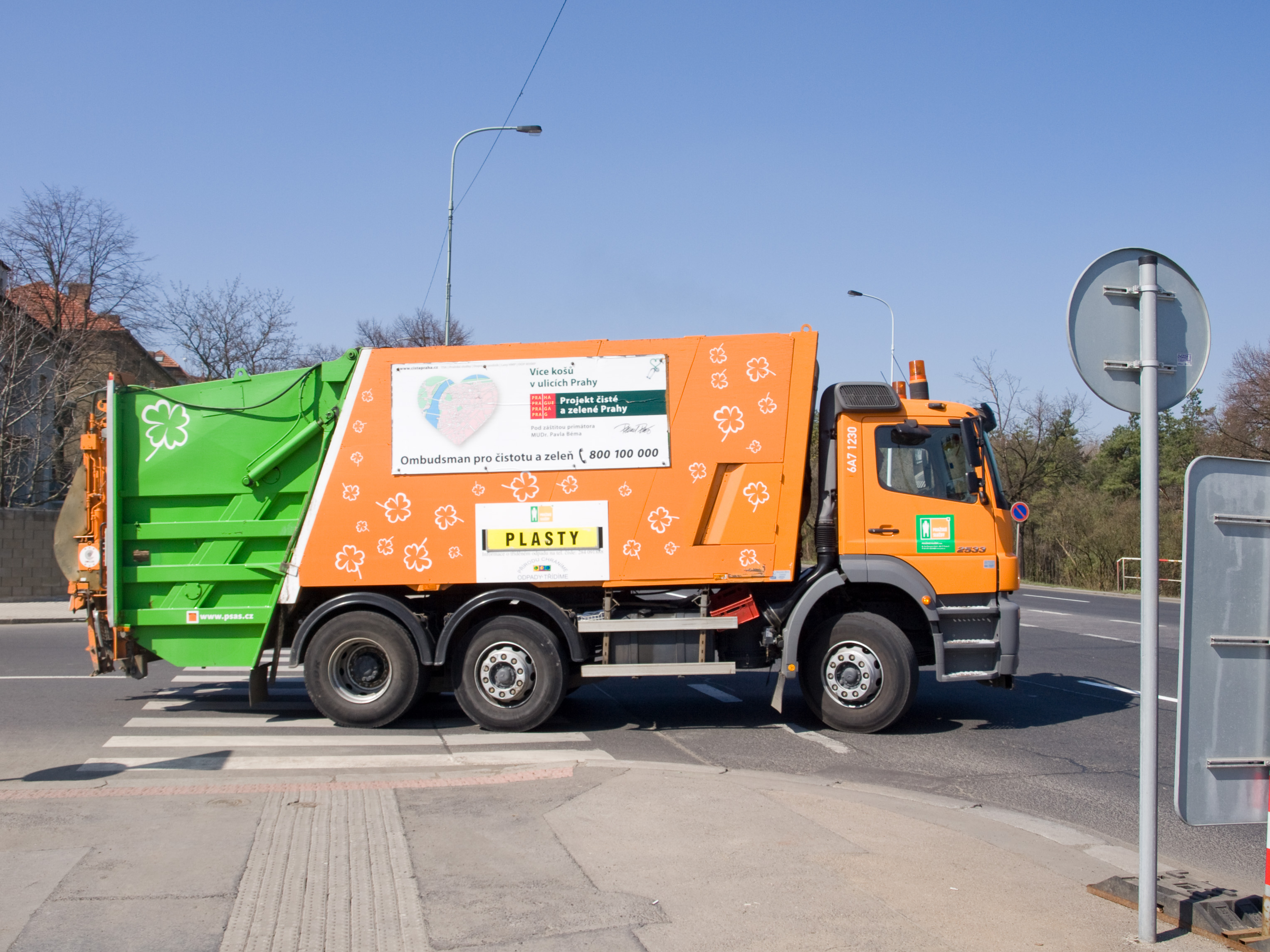
Popelářský vůz s nástavbou pro lineární lisování. Lis je umístěn v zelené části nástavby
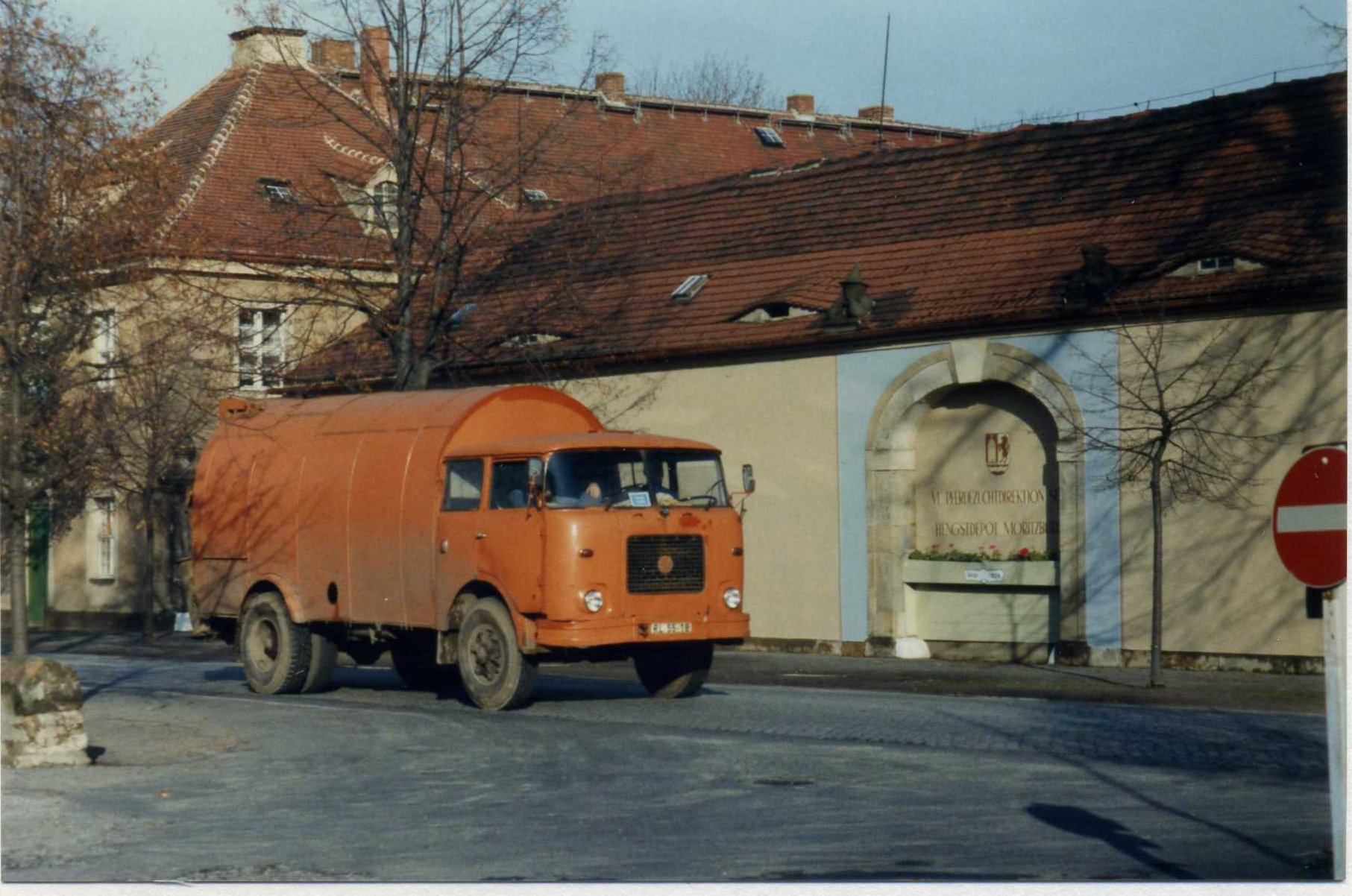
Popelářský vůz s rotačním lisováním na podvozku Škoda 706 RT
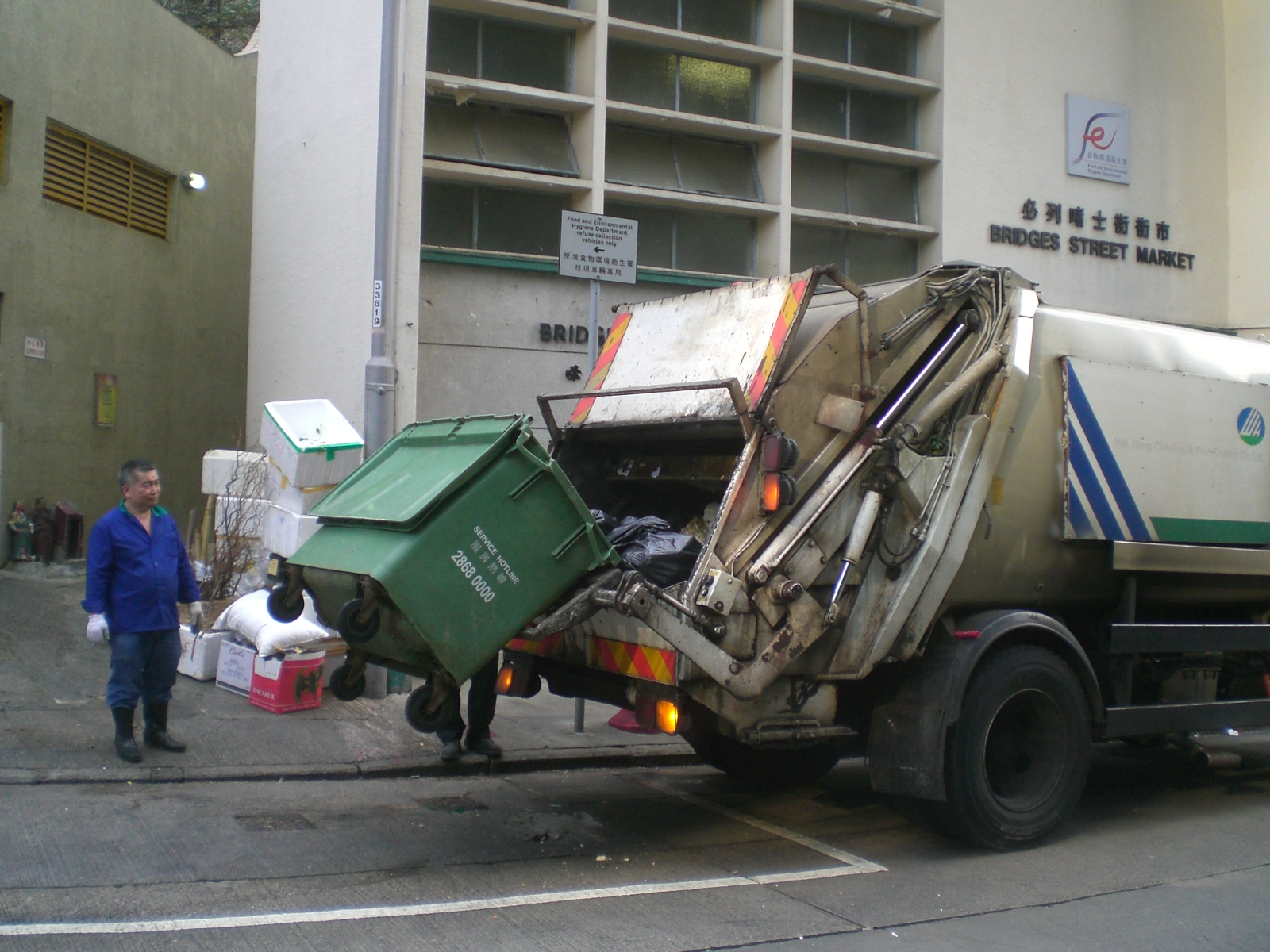
Vyprazdňování kontejneru v Hongkongu